# Estadio Mehdi Huseynzade
El Estadio de la ciudad de Sumgayit Mehdi Huseynzade (en azerí: Mehdi Hüseynzadə adına Sumqayıt Şəhər Stadionu) es un estadio multiusos ubicado en la ciudad de Sumgayit en Azerbaiyán. El estadio inaugurado en 1966 fue reconstruido y reinaugurado en 2023, posee una capacidad para 10.047 personas y es la sede del Sumgayit FK de la Liga Premier de Azerbaiyán.
El nombre del estadio honra a Mehdi Huseynzade, quien fuera un militar y explorador azerbaiyano durante la Segunda Guerra Mundial, al cual se le concedió póstumamente el título de Héroe de la Unión Soviética el 11 de abril de 1957.

## Historia
La construcción del estadio no comenzó hasta 1963 y su inauguración tuvo lugar el 1 de julio de 1966. El primer partido en el estadio fue disputado entre el "Polad" de Sumgait y el equipo "Belaya Kalitvá" de la región de Rostov, por el "grupo B" del campeonato de la URSS de segunda división.
Los equipos "Polad" (Khazar), "Genclerbirliy", "Standard" y "Sumgayit FK" utilizaron el estadio para sus partidos como local.
El 21 de noviembre de 2019, el presidente de Azerbaiyán, Ilham Alíyev, firmó una orden sobre el plan de acción para la reconstrucción del estadio de la ciudad de Sumgayit. Según la orden, inicialmente se asignaron 5 millones de manats del Fondo de Reserva del Presidente de Azerbaiyán a la Autoridad Ejecutiva de la ciudad de Sumgayit para la reconstrucción del estadio.
La reconstrucción del estadio comenzó en 2020, las antiguas estructuras fueron completamente demolidas y se inició la construcción de un nuevo recinto. Las obras finalizaron en 2023 con una implementación gradual. La superficie del estadio con capacidad para 10.047 espectadores es de 6,8 hectáreas. El estadio, posee una tribuna VIP para 545 personas, posee además salas de judo, boxeo y kárate, una sala de conferencias para 40 personas, salas administrativas, salas para periodistas, jueces, médicos, comentaristas, entrenadores y otras salas técnicas y auxiliares.
En 1985, en este estadio se celebró el partido China-Paraguay del grupo "D" del Campeonato Mundial Juvenil de la FIFA organizado en la URSS. En ese partido, China ganó por 2–1.
El estadio albergó la final de la Copa de Azerbaiyán de la temporada 2000–01, entre el Shafa Baku y Neftchi Baku (2–1). Acogió también dos veces el partido por la Supercopa de Azerbaiyán, en 1993 y 1995.
En relación con la decisión de la UEFA de que todos los clubes y equipos nacionales bielorrusos jueguen sus partidos en casa en terrenos neutrales, está previsto que el club FK Dinamo Minsk juegue sus partidos en casa en la fase de grupos de la Liga Conferencia de la UEFA 2024-25 en este estadio.